# Les Vœux d'une jeune fille (film)
Pour plus de détails, voir Fiche technique et Distribution.
Les Vœux d'une jeune fille (en polonais : Śluby panieńskie) est un film polonais réalisé par Filip Bajon, sorti en 2010.

## Fiche technique
- Titre original : Śluby panieńskie
- Titre français : Les Vœux d'une jeune fille
- Réalisation : Filip Bajon
- Scénario : Filip Bajon, d'après la pièce éponyme d'Aleksander Fredro
- Photographie : Witold Stok
- Montage : Krzysztof Szpetmanski
- Musique : Michal Lorenc
- Producteur : Zbigniew Domagalski
- Langue : Polonais
- Genre : Comédie dramatique
- Durée : 97 minutes
- Date de sortie : 
  - Pologne : 8 octobre 2010

## Distribution
- Anna Cieślak : Aniela Dobrójska
- Maciej Stuhr : Gustaw
- Marta Żmuda Trzebiatowska : Klara
- Borys Szyc : Albin
- Robert Więckiewicz : Radost
- Edyta Olszówka : Dobrójska
- Andrzej Grabowski : père de Klara
- Wiktor Zborowski : Jan
- Jerzy Rogalski
- Michal Piela
- Stefan Szmidt
- Daniel Olbrychski
- Marian Opania
- Marian Dziędziel
- Lech Ordon